# Actinocythereis vineyardensis
Actinocythereis vineyardensis är en kräftdjursart som först beskrevs av Joseph Augustine Cushman 1906.  Actinocythereis vineyardensis ingår i släktet Actinocythereis och familjen Trachyleberididae. Inga underarter finns listade i Catalogue of Life.